# Мајк Мигнола
Мајкл Мигнола (енгл. Michael Mignola; Беркли, 16. септембр 1960) је амерички стрип-цртач и сценариста. Најпознатији је као као сценариста и цртач серијала Hellboy за издавачку кућу Дарк хорс комикс. Дипломирао је илустрацију на Калифорнијском колеџу уметности 1982.
Године 1983. започео је каријеру у Марвелу као тушер на стриповима Дердевил, Power Man and Iron Fist, а касније је цртао и неколико епизода Невероватног Халка. Има препознатљив стил цртања који је Алан Мур, у предговору колекцији епизода Хелбоја, назвао „немачки експресионизам сусреће Џека Кирбија“, док Џон Б. Кук, у књизи The Art of Arthur Adams, сматра да је Мигнолин стил амалгам цртачких техника Џека Кирбија и Алекса Тота.
За цртачки и сценаристички рад на Хелбоју Мигнола је освојио девет Награда Ајзнер те четири Награде Игл.